# Vladislav Lauda
Vladislav Lauda (* 25. Januar 1955) ist ein ehemaliger tschechischer Fußballspieler.

## Vereinskarriere
Lauda spielte zunächst Handball in Bělá pod Bezdězem und kam erst vergleichsweise spät, im Alter von 16 Jahren, zum Fußball. Nachdem er in einem Juniorenspiel für Sokol Bělá pod Bezdězem gegen Autoškoda Mladá Boleslav drei Tore erzielt hatte, wurde er vom Gegner abgeworben. Nach kurzer Zeit in der Juniorenabteilung spielte Lauda ab 1973 für die A-Mannschaft von Mladá Boleslav in der Národní fotbalová liga, der damals dritthöchsten Spielklasse der Tschechoslowakei.
Im Alter von 22 Jahren wechselte der schnelle Angreifer zum Erstligisten Slavia Prag. In fünf Spielzeiten gelangen Lauda in 120 Partien 21 Tore. Anfang 1983 wechselte der Stürmer zum Ligakonkurrenten Sigma Olmütz, der in der Saison 1982/83 die Klasse nicht halten konnte. Mit 22 Toren in der Spielzeit 1983/84 steuerte Lauda einen großen Teil zum sofortigen Wiederaufstieg bei. Insgesamt erzielte Niki – so lautete Laudas Spitzname in Anlehnung an Rennfahrer Niki Lauda – in 69 Erstligaspielen für Sigma 31 Tore. Besonders berühmt war Lauda für seine Freistoßtore.
Von 1986 bis 1988 ließ Lauda seine Karriere beim zyprischen Verein AEL Limassol ausklingen.

## Nationalmannschaft
Lauda kam 1985 zu drei Einsätzen in der tschechoslowakischen Nationalmannschaft. Sein Debüt gab der Stürmer am 25. September 1985 im Qualifikationsspiel zur Fußball-Weltmeisterschaft 1986 gegen Portugal in Prag, als er nach 77 Spielminuten für Stanislav Griga eingewechselt wurde. Sein zweiter Einsatz kam im folgenden Qualifikationsspiel gegen Schweden. Diesmal stand Lauda in der Startelf und wurde in der 76. Minute ausgewechselt, für ihn kam Milan Luhový ins Spiel. Sein letzter Einsatz war das Qualifikationsspiel gegen Deutschland im Münchner Olympiastadion am 17. November 1985. Lauda hatte in der 61. Minute das zwischenzeitliche 2:1 für die Gäste erzielt, in der 87. Minute gelang Karl-Heinz Rummenigge der 2:2-Ausgleich. Lauda war nach 73 Spielmuten für Milan Luhový ausgewechselt worden. Für die WM 1986 konnte sich die Tschechoslowakei letztlich nicht qualifizieren.